# 柏木由紀1st Tour 〜寝ても覚めてもゆきりんワールド日本縦断みーんな夢中にさせちゃうぞっ♡〜
『柏木由紀1st Tour 〜寝ても覚めてもゆきりんワールド日本縦断みーんな夢中にさせちゃうぞっ♡〜』（かしわぎゆきファーストツアー・ねてもさめてもゆきりんワールドにほんじゅうだんみーんなむちゅうにさせちゃうぞっ）は、エイベックス・ミュージック・クリエイティヴ（YukiRingレーベル）が2016年11月23日に発売した柏木由紀の映像作品。

## 内容
柏木自身4枚目のライブビデオ。2016年4月14日から5月29日まで開催された柏木由紀のソロツアー「柏木由紀1st Tour 〜寝ても覚めてもゆきりんワールド日本縦断みーんな夢中にさせちゃうぞっ♡〜」から5月12日にNHKホールで開催された公園の模様を収録。
このほか特典映像として各地のライブの様子やドキュメンタリー映像 や、柏木が作詞した新曲を収録したボーナスCD「miss you」も封入される。

## 収録映像曲
1. シアターの女神
「シアターの女神」公演曲。
2. 遠距離ポスター
AKB48チームPBの楽曲。
3. 呼び捨てファンタジー
AKB48チームBの楽曲。
4. 希望的リフレイン
AKB48の38thシングル。
5. てもでもの涙
「パジャマドライブ」公演曲。
6. Green Flash
AKB48の39thシングル。
7. ジッパー
「ここにだって天使はいる」公演曲。
8. 365日の紙飛行機
AKB48の楽曲。
9. マジスカロックンロール
AKB48の楽曲。
10. 口移しのチョコレート
「アイドルの夜明け」公演曲。
11. 夜風の仕業
「シアターの女神」公演曲。
12. 沈黙
13. 桜の木になろう
AKB48の20thシングル。
14. ショートケーキ
15. 前しか向かねえ
AKB48の35thシングル。柏木によるエレキギター生演奏が披露される。
16. ジェラシーパンチ
17. 未来橋
18. 初日
「パジャマドライブ」公演曲、及びAKB48チームBの楽曲。
19. ハロウィン・ナイト
AKB48の41stシングル。
20. ポニーテールとシュシュ
AKB48の16thシングル。

アンコール
1. Birthday wedding
2. 明日も笑おう
3. 大声ダイヤモンド
AKB48の10thシングル。
4. あなたと私

## バンド・メンバー
- 松ヶ下宏之：Guitar&Chorus
- 山口寛雄：Bass（東京公演）
- 江口信夫：Drums（大阪・名古屋・東京・鹿児島公演）
- 星村麻衣：Keyboards&Chorus
- AYASA：Violin（大阪・名古屋・東京・鹿児島公演）
- デンジャー今西：Bass（新潟・大阪・名古屋・鹿児島公演）
- 小久保里沙：Drums（新潟公演）
- 佐藤帆乃佳：Violin（新潟公演）

## miss you
「miss you」は、日本の女性アイドル・柏木由紀の楽曲。楽曲は本人により作詞、MAGIC PARTYの本田光史郎により作曲されている。
柏木由紀のライブDVD『柏木由紀1st Tour ～寝ても覚めてもゆきりんワールド日本縦断みーんな夢中にさせちゃうぞっ♡～』の特典として同曲が収録されたCDが封入されている。
2016年11月4日に横浜国際プールに手開催された「B-LEAGUE横浜ビー・コルセアーズ vs 川崎ブレイブサンダース」のハーフタイムにて「前しか向かねえ」や「365日の紙飛行機」とともに披露された。なお、この楽曲が披露されたのはこの時が初めてである。

### タイアップ
- TFM他12局ネット「柏木由紀のYUKIRIN TIME」オープニング